# Enciclopedismo

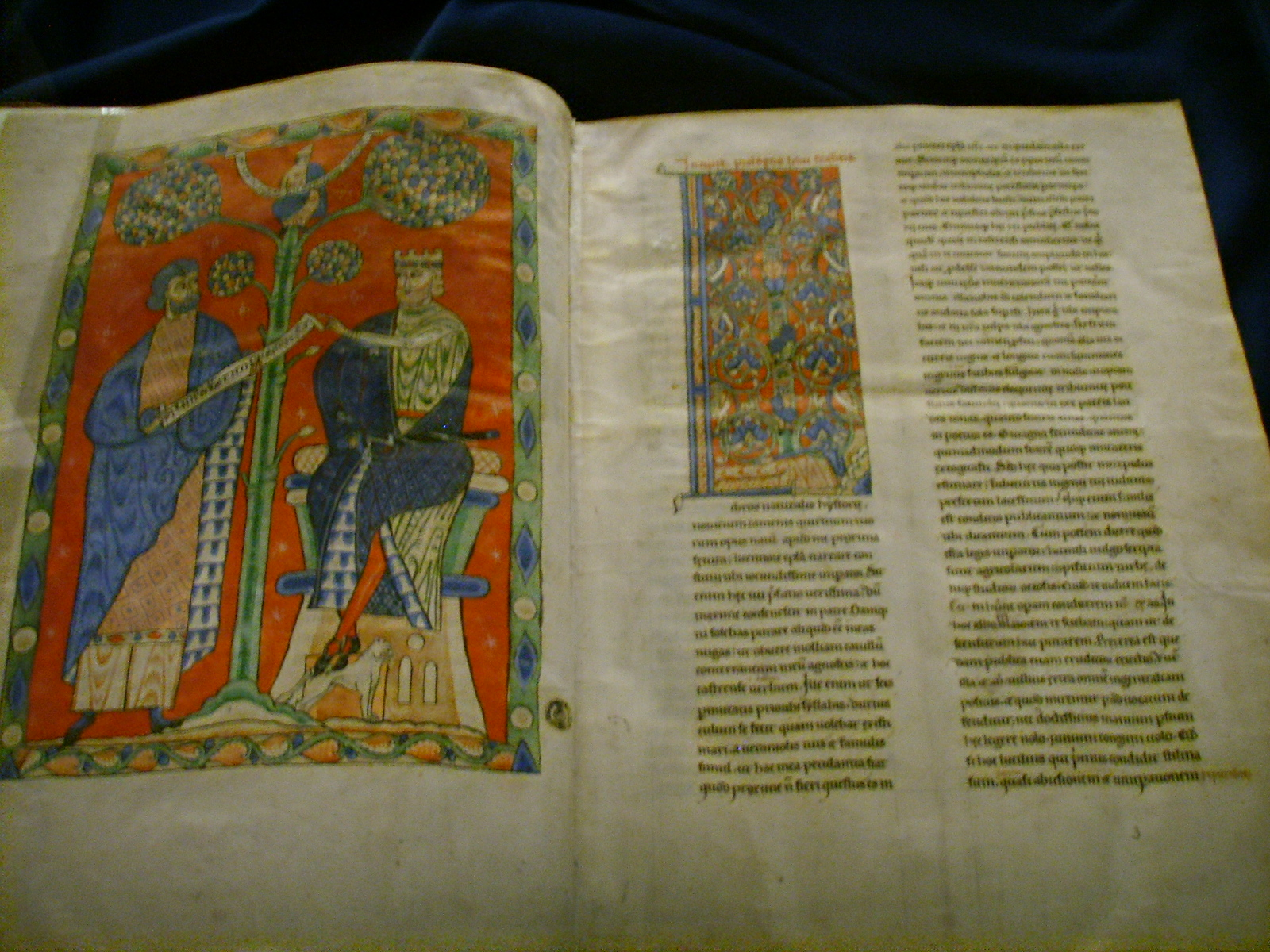
La Naturalis historia, scritta da Plinio il Vecchio nel I secolo, è stato il primo libro ad essere chiamato Enciclopedia. Testo di grande importanza nel Medioevo, come si può vedere da questo manoscritto del XIII secolo ampiamente illustrato.

L'Enciclopedismo è una prospettiva che punta ad includere un ampio spettro di conoscenze in una singola opera. Il termine comprende, sia le enciclopedie vere e proprie, che i generi relativi, nei quali la capacità di comprendere abbracciare tutta la conoscenza è una caratteristica specifica. Enciclopedia, è una latinizzazione del greco "έγχύχλιος παιδεία" ('enkýklios paideía), che significa "istruzione circolare, insieme di dottrine che formano un’educazione completa".. Per lo scrittore britannico H.G. Wells, non dovrebbe essere "una miscellanea, ma una concentrazione, una chiarificazione, e una sintesi della conoscenza".
Oltre alla capacità di abbracciare una conoscenza totale, la scrittura enciclopedica si caratterizza per la mancanza di un pubblico specifico o di applicazioni pratiche. L'autore spiega in sintesi i fatti per il beneficio di un lettore che utilizzerà poi le informazioni in un modo che lo scrittore non ha intenzione di anticipare. Per esempio, abbiamo discussioni sull'agricoltura e manifattura di scrittori romani quali Plinio e Varro. È tuttavia improbabile che coltivatori o artigiani abbiano guadagnato consigli pratici da questo tipo di materiale.
La maggior parte della cultura classica andò perduta nel corso del Medioevo e questo contribuì ad aumentare l'importanza dei lavori enciclopedici che sopravvissero, inclusi quelli di Aristotele e Plinio. Con lo sviluppo della stampa nel XV Secolo, il ventaglio di conoscenze disponibili ai lettori crebbe esponenzialmente. La scrittura enciclopedica divenne una necessità pratica ed un genere chiaramente distinto. Gli Enciclopedisti del Rinascimento erano estremamente consapevoli di quanta cultura classica fosse stata persa. La loro speranza era, sia di riappropriarsi e catalogare le conoscenze del tempo, che di prevenirne una perdita maggiore.
Nella loro forma moderna, le enciclopedie consistono generalmente di articoli scritti in ordine alfabetico da diversi specialisti. Questa configurazione venne sviluppata nel XVIII Secolo, espandendo il dizionario tecnico per includere temi non-tecnici. L'Encyclopédie, redatta da Diderot e D'Alembert tra il 1751 ed il 1772, divenne più tardi un modello per numerose altre opere. Come gli enciclopedisti del Rinascimento, Diderot era preoccupato della possibile distruzione della civiltà e sperava che le conoscenze selezionate sarebbero sopravvissute.

## Etimologia

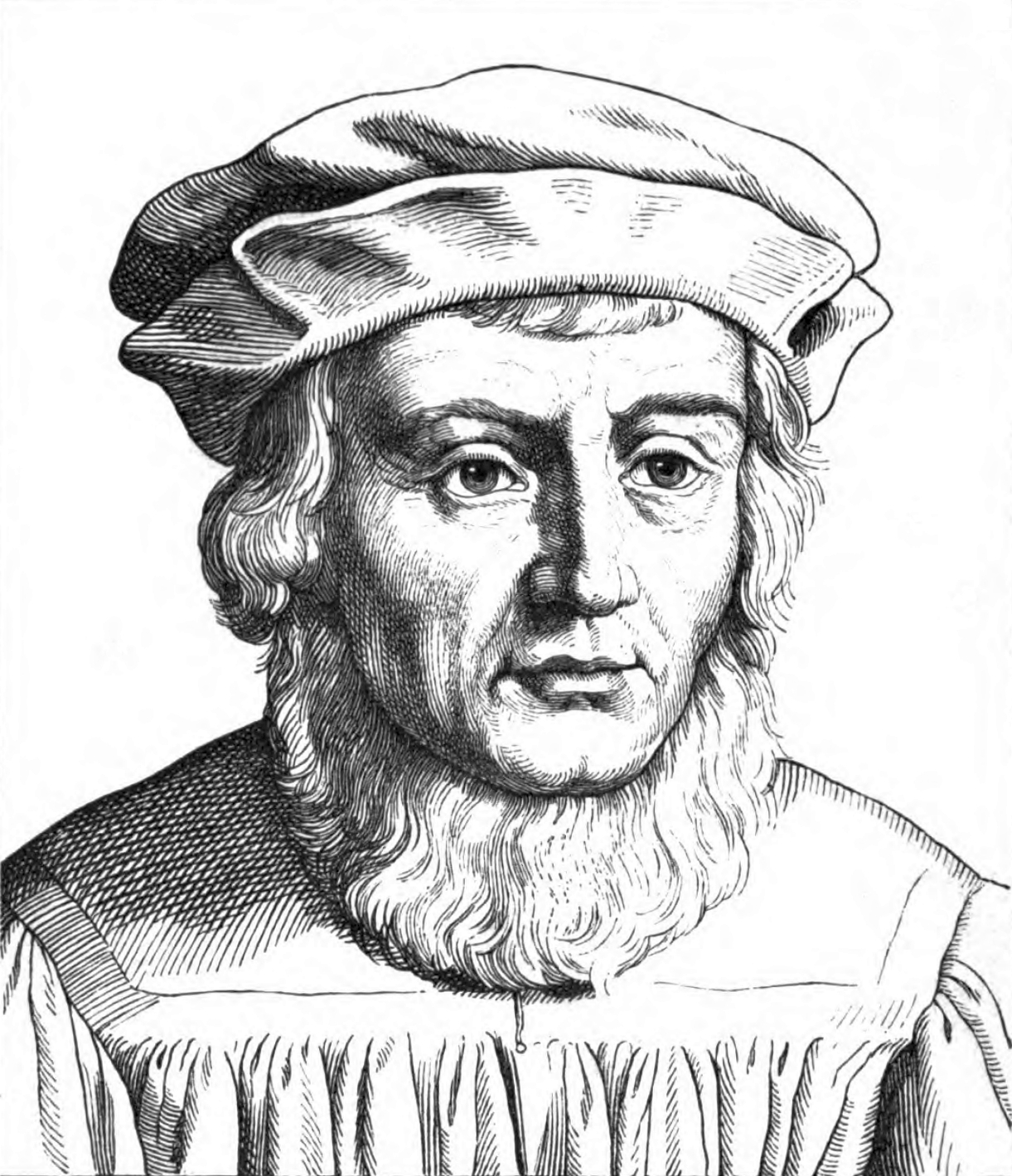
Nel 1517, Giovanni Aventino scrisse il primo libro ad usare la parola Enciclopedia nel titolo.

Enciclopedia, è una latinizzazione del greco enkýklios paideía: la frase greca si riferisce all'educazione che un uomo colto dovrebbe possedere. Lo scrittore latino Quintiliano utilizza questa espressione per riferirsi alle materie che un oratore dovrebbe conoscere prima di iniziare un apprendistato. Si traduce letteralmente come "il cerchio (kýklios) della conoscenza (paideía)." La citazione più antica della parola "enciclopedia" riportata dall'Oxford English Dictionary risale al 1531 e si riferisce al curriculum greco.
L'uso del termine per riferirsi ad un genere letterario nacque da una frase di Plinio nell'Epistola dedicatoria della sua Storia Naturale: " lo mi propongo di toccare tutti i settori che, per i Greci, compongono la «cultura enciclopedica»." Plinio scrive la suddetta frase utilizzando lettere greche; ma le tipografie che hanno stampato gli incunaboli latini erano prive dei caratteri mobili adatti e semplicemente lasciarono uno spazio bianco. Questo condusse al malinteso che Plinio avesse chiamato il suo lavoro "Enciclopedia".
Nel Rinascimento gli scrittori che intendevano confrontare il proprio lavoro con quello di Plinio, utilizzavano questo termine. Nel 1517, Giovanni Aventino scrisse, l’Encyclopedia orbisqve doctrinarum, un'opera di riferimento in latino. La Kiklopaideia di Ringelberg venne pubblicata nel 1538, mentre l'Enciclopedia di Paul Scalich nel 1559.
Gli enciclopedisti francesi resero popolare il termine nel XVIII secolo.
La prima citazione della voce “Enciclopedism” nell’Oxford English Dictionary è datata 1833. Un libro di Diderot ne rappresenta il contesto.

## Storia

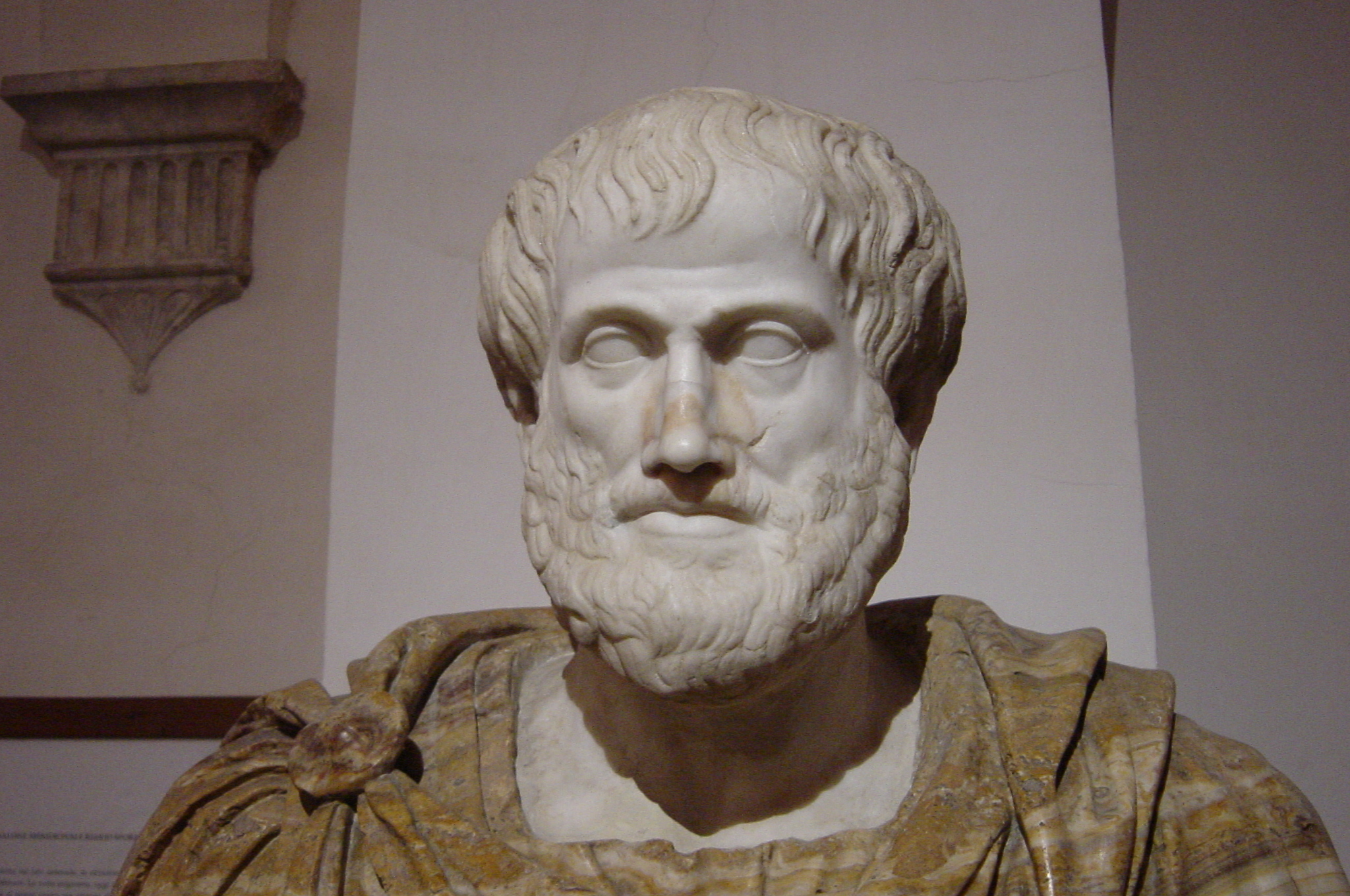
Nel IV secolo a.C. Aristotele scrisse su una vasta serie di argomenti e spiegò come la conoscenza possa essere classificata

### Aristotele
Aristotele (384-322 a.C.) trattò un'ampia serie di soggetti, inclusi la biologia, l’anatomia, la psicologia, la fisica, la meteorologia, la zoologia, la poetica, la retorica, la logica, l’epistemologia, la metafisica, l’etica, e la politica. Fu tra i primi scrittori a descrivere come classificare materiali per argomento, il primo passo per scrivere un'enciclopedia. Aristotele scriveva per aiutare i suoi studenti a seguire il suo insegnamento, così il corpus dei suoi lavori non assomigliava molto ad un'enciclopedia. Successivamente alla sua morte, i commentatori colmarono i vuoti, ordinarono i suoi lavori in una forma più sistematica ed enciclopedica. Cataloghi delle sue opere furono redatti da Andronico di Rodi nel I secolo, e da Tolomeo el-Garib nel II. Questo lavoro permise alle opere di Aristotele di essere utilizzate come fonte autorevole durante il Medioevo.

### Alessandria
Doroteo di Ascalona, vissuto nella prima metà del I secolo, scrisse un’opera in 106 libri Λέξεων συναγωγὴ, Ἀττικὴ λέξις o λέξεις Ἀττικαί, sulle “Espressioni Attiche”, e un'altra di Voci straniere, in forma di vocabolario. e Panfilo di Alessandria, verso la fine del I secolo, scrissero enormi lessici. Nessuno di questi lavori è sopravvissuto, ma le loro rispettive lunghezze suggeriscono che costituivano qualcosa di notevolmente maggiore di semplici dizionari. Il lavoro di Panfilo comprendeva 95 libri, ed era il seguito di un testo in quattro libri scritto da Zopirione (fine l secolo a.C.).
Questo passaggio della Suda suggerisce che fosse ordinato alfabeticamente:
( Souda  π 142.)
Nel V secolo, Esichio di Alessandria, nella lettera prefatoria al suo  Lexicon., afferma di essersi basato su quello di Diogeniano che aveva a sua volta utilizzato come fonte l'opera di Panfilo di Alessandria. Questa è la sola forma nella quale i lavori di Panfilo potrebbero essere sopravvissuti.

### Roma
Al tempo dell'Impero romano, un cittadino benestante che avesse voluto informarsi su qualsiasi argomento, generalmente avrebbe inviato uno schiavo ad una biblioteca privata, con l'ordine di copiare passaggi rilevanti da qualsiasi libro ivi presente. Dal momento che era raro che un libro fosse comprato o preso in prestito, i lettori non erano molto interessati all'ampiezza del libro. L'emergere dell'enciclopedia non può perciò essere ridotta a ragioni pratiche, al contrario, potrebbe essere stata ispirata dall’ideale del vir bonus di Catone, quale cittadino informato e di capace partecipare nella vita della Repubblica.
Tre lavori romani sono comunemente identificati come enciclopedici: L’opera completa di Varrone, (116-27 a.C.), la Storia Naturale di Plinio il Vecchio, (23-79 d.C.) e l'enciclopedia sulle Arti di Aulio Cornelio Celso, (25 a.C. circa – 45 d.C. circa). Questi tre pensatori furono raggruppati a formare un genere unico, non dagli stessi romani, ma da futuri scrittori in cerca di precedenti antichi.
La comparsa della scrittura enciclopedica a Roma è riferita al concetto di cittadinanza allo scopo di avere un pubblico informato, in grado di partecipare, con cognizione di causa, nelle decisioni della Repubblica. Al tempo di Cicerone, lo studio della letteratura era ancora controverso. Nella Pro Archia poeta, Cicerone spiega che studiò la letteratura per migliorare le sue abilità retoriche e perché essa offre una fonte di elevati esempi morali. L'enfasi di Varrone sulla storia della città e la cultura si fonda su motivi patriottici. Plinio enfatizzo fini utilitaristici e di servizio pubblico; egli criticò Tito Livio per aver scritto sulla storia semplicemente per il suo piacere.

#### Marco Terenzio Varrone
Le Antiquitates rerum humanarum et divinarum di Marco Terenzio Varrone sono composte da 41 libri sulla storia romana. I Disciplinarum libri IX sulle scienze umanistiche erano invece composti da nove libri. Varrone scrisse anche il De lingua Latina in 25 libri e 15 libri sullo ius civile: di queste opere rimangono solo frammenti. Secondo Cicerone, l'opera completa di Varrone permetteva ai romani di sentire Roma come la propria casa.

#### Aulo Cornelio Celso

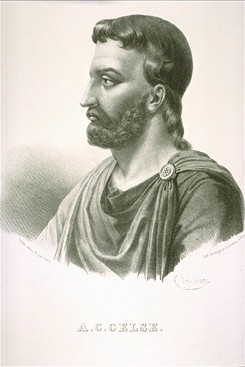
Celso scrisse su vari argomenti durante il primo secolo a Roma. Secondo Quintiliano, era noto per "conoscere tutto." Sopravvive solo la sua opera medica.

Aulo Cornelio Celso fi un autore estremamente prolifico. Secondo Quintiliano "Cornelio, uomo di intelletto modesto, non solo potrebbe scrivere su tutte queste arti ma anche racconti di scienza militare, agricoltura e medicina: effettivamente questi merita, semplicemente per il suddetto motivo, di essere ricordato come qualcuno che conosceva tutto." Tra le sue opere, è sopravvissuta solamente la sezione medica della sua corposa opera, il De medicina in otto libri.Celso seguì la struttura degli scrittori medici che lo avevano preceduto, compendiando le loro opinioni in maniera eccelsa. Raramente espresse le proprie opinioni;  faticò a maneggiare l'enorme quantità di materiale che aveva a disposizione. I suoi libri di medicina furono scoperti nel 1426-1427 in Vaticano ed a Firenze e pubblicati nel 1478. Quest'opera e la fonte principale per quanto riguarda le pratiche mediche dei Romani.

#### Plinio il Vecchio
Se Varrone fece sentire a casa i Romani nella loro città, Plinio il Vecchio tentò di fare lo stesso per il mondo naturale e per l'Impero. L'approccio di Plinio era molto diverso da quello di Celso: era un uomo avanti coi tempi. Ritenendo che non fosse sufficiente basarsi su ciò che venne prima di lui, riorganizzò il mondo della conoscenza per adattarsi alla sua visione enciclopedica. Nella prefazione, elencò i modelli che sperava di superare. Plinio non trovò un modello nella scrittura precedente; enfatizzò invece il suo lavoro come, novicium, ossia "nuovo", una parola appropriata per descrivere una scoperta rivoluzionaria. Anche se Plinio venne letto da molti, nessuno scrittore romano seguì la sua struttura o lo prese a modello. Niccolò Leoniceno pubblicò un saggio nel 1492 elencando i molti errori scientifici di Plinio.

Nell'epistola dedicatoria della Naturalis historia, scrive 
"20.000 fatti degni di nota (poiché, come dice Domizio Pisone, questi miei si dovrebbero chiamare magazzini, non libri), ricavati dalla lettura di circa 2000 volumi (ben pochi dei quali sono usati dagli studiosi, a causa dell'oscurità della materia) di cento autori scelti: tutto ciò ho racchiuso in 36 libri, aggiungendovi moltissimi dati che i miei predecessori non conoscevano o che furono scoperti in epoca successiva."
Con il primo libro dedicato ad elencare le fonti, la sua Storia Naturale comprende 37 libri. Evitando categorie e discipline prestabilite, Plinio inizia la sua opera con una descrizione generale del mondo conosciuto. Il secondo libro copre Astronomia, la meteorologia, e gli elementi. I libri 3-6 coprono la Geografia. L'Antropologia è trattata nel settimo libro, gli animali nel libri 8-11, gli alberi nei libri 12-17, l'agricoltura tra 18-19, la medicina nei libri 20-32, i metalli nei libri 23-24, e l'artigianato e le arti nei libri 35-37.
Seguendo Aristotele, Plinio comprende quattro elementi: fuoco, terra, aria e acqua. Nei testi di astronomia descrive sette pianeti: Saturno, Giove, Marte, che Plinio descrive, "di natura ferina e focosa, il Sole, Venere, Mercurio, e la Luna, considerata dall'autore, "l'ultima delle stelle". La Terra è un "globo perfetto", sospeso nello spazio, che ruota ad un'incredibile velocità una volta ogni 24 ore.. Seguendo gli Stoici, Plinio rigetta l'astrologia: "è ridicolo supporre, che il grande padrone di tutte le cose, qualunque cosa sia, ponga alcun riguardo negli affari umani." Egli considera la possibilità dell'esistenza di altri mondi ,"vi saranno moltissimi soli e altrettante lune, e ognuno di loro avrà immensi seguiti di corpi celesti",  soltanto per rigettare tale speculazione come una "pazzia." L'idea di viaggio spaziale è considerata "assoluta pazzia."
Plinio espresse opinioni su una vasta gamma di materie. Ci ha informati di quali usi di piante, animali, e pietra sono corretti, e quali impropri. L'Impero Romano stava corrompendo o beneficiando il mondo classico? Plinio ritorna ripetutamente sulla questione, delineando la missione civilizzatrice dell'Impero Romano come un'analogia, nello stesso modo in cui tutte le erbacce velenose vengono utilizzate, da mano esperta, per creare medicine.
Plinio intende informarci che lui è un esploratore eroico, un genio responsabile di un lavoro originale ed ammirevole. Le letture e gli appunti effettuate dai suoi schiavi sono raramente menzionati.
Alla fine del libro, Plinio scrive: "'Salve, o Natura madre di tutte le cose; e al fatto che noi, soli fra i Quiriti, ti abbiamo celebrata in tutte le tue parti, tu guarda benigna." Qui Plinio indica l'onnicomprensività come la più grande dote del suo lavoro. La Natura premiò Plinio con una morte eroica, che gli conferì, secondo suo nipote, una '"gloria imperitura". Il grande enciclopedista era comandante della flotta napoletana e morì cercando di aiutare gli abitanti durante l'eruzione del Vesuvio nel 79 d.c.

### Il Medioevo

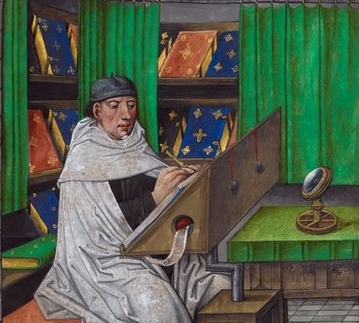
Vincent de Beauvais (c. 1190 – 1264?) era l'enciclopedista più conosciuto del periodo medievale. Questa illustrazione proviene da una traduzione francese del XV secolo.

Mentre gli scrittori enciclopedici classici cercavano di distribuire la conoscenza, gli scrittori medievali erano più interessati nello stabilire un concetto di ortodossia. Producevano lavori atti ad essere utilizzati come libri di testo nelle scuole e università. Gli studenti potevano considerare le conoscenze in essi contenute come completamente ortodosse e perciò lontane da ogni eresia. Limitare la conoscenza costituiva una funzione fondamentale delle enciclopedie.
Da stoico, Plinio aveva iniziato con l'Astronomia e terminato con le Arti. Cassiodoro tentò di scrivere una versione cristiana dell'opera di Plinio. Le sue Institutiones, risalenti al 560, iniziano con la discussione delle scritture della chiesa. Altre materie sono trattate brevemente alla fine dell'opera. All'inizio del Medioevo, l'accesso all'apprendimento della lingua e cultura greca declinò fortemente. I lavori di Severino Boezio, riempirono il vuoto riassumendo il contenuto dei manuali greci in lingua latina. Questi lavori, nel corso del Medio Evo, servirono come opere di riferimento generale.
Tra il 600 ed il 625, Isidoro di Siviglia scrisse Le Etimologie, un compendio enciclopedico composto da estratti di testi provenienti da precedenti scrittori. Tre dei venti libri di Isidoro contengono materiale proveniente da Plinio. Isidoro fu uno degli autori più letti del Medioevo e la sua opera è un testo fondamentale nella storia dell'enciclopedismo medievale.
Nel 653, durante l'ottavo Concilio di Toledo, fu descritto in questo modo: "dottore straordinario, l'ultimo ornamento della Chiesa cattolica, l'uomo più dotto degli ultimi secoli, deve sempre essere nominato con riverenza, Isidoro."
Questi primi scrittori medievali organizzarono il loro materiale nella forma di un trivium costituito da Grammatica, logica, e retorica, e da un quadrivium formato da Geometria, aritmetica, astronomia, e musica. Questa divisione in sette Arti liberali, codificata nell'opera di Marziano Capella,  De Nuptiis Philologiae et Mercurii et de septem artibus liberalibus Libri novem era una caratteristica comune nell'istruzione monastica, così come nelle università medievali che si svilupparono a partire dal XII secolo.
Dal IV al IX secolo, Bisanzio sperimentò una serie di dibattiti religiosi. Come parte di questi dibattiti, alcuni estratti furono compilati, ed organizzati tematicamente secondo le prospettive teologiche del compilatore. Una volta che l'ortodossia fu stabilita, l'energia della tradizione compilativa fu trasferita ad altre materie. Il X secolo, durante la Dinastia Macedone, vide un fiorire della scrittura enciclopedica. La Suda, pare essere stato compilata nel corso di questo periodo, ed è la prima opera che potrebbe essere riconosciuta, secondo un criterio moderno, come un'enciclopedia. Contiene 30 000 voci in ordine alfabetico. La Suda non viene menzionata sino al XII secolo, e potrebbe essere stata compilata in tappe differenti.
L’enciclopedia più ampia compilata nel corso del Medioevo è lo Speculum Maius del domenicano Vincenzo di Beauvais, scritta tra il 1235 e il 1244, costituita da 80 libri. Con un totale di 4 milioni e mezzo di parole, questo lavoro è presumibilmente stato composto da un gruppo di domenicani anonimi. L'enciclopedia era divisa in tre sezioni. La sezione Speculum naturale copriva il concetto di Dio e del mondo naturale; la sezione Speculum doctrinale copriva il Linguaggio, Etica, Artigianato, Medicina; mentre lo Speculum historiale copriva la storia del mondo. Vincenzo provava un enorme rispetto per i classici come Aristotele, Cicerone e Ippocrate. L’Enciclopedia mostra una tendenza al concetto di “esaustività” o anche la nozione di plagiarismo programmatico, tipico del periodo medievale.
Vincenzo fu utilizzato come fonte dal padre della letteratura inglese, Geoffrey Chaucer. La versione completa dello Speculum risultò essere troppo lunga per circolare in un periodo come quello medievale, senza la stampa e completamente manoscritto. Il materiale compilato da Vincenzo era disponibile anche in versioni ridotte, come i Libri de proprietatibus di Bartolomeo Anglico (una delle fonti di cui si era servito Vincenzo di Beauvais) che ebbe un’ottima diffusione. La controparte araba di queste opere era il Kitab al-Fehrest di Ibn al-Nadim.

### Rinascimento
Con l’avvento della stampa e la riduzione dei costi di produzione della carta, il volume di scritture enciclopediche esplose durante il Rinascimento. Fu un’era di passione per ogni tipo di informazione ed enormi collezioni di materiale. Molti dei personaggi che compilavano enciclopedie erano soliti menzionare la paura di una tragica perdita di conoscenza al fine di giustificare il loro sforzo. Erano profondamente coscienti della quantità di conoscenza persa durante il Medioevo;. Plinio il Vecchio era il loro modello. Il suo assioma che non esiste alcun libro così cattivo da cui non possa essere tratto qualcosa di buono, costituiva il loro motto. Nel 1545, Conrad Gesner creò una lista di oltre 10.000 libri della Bibliotheca universalis. Includendo opere sia cristiane che barbare, Gesner rigettò la ricerca medievale per l’ortodossia. Paradossalmente, il gesuita Antonio Possevino utilizzò la Bibliotheca universalis come base per creare una lista di libri proibiti..

### Inghilterra
L'invenzione della stampa aiutò a diffondere nuove idee, ma rivitalizzò anche vecchie incomprensioni. Gli stampatori di incunaboli erano entusiasti di pubblicare di libri, sia antichi che moderni. L'Enciclopedia più conosciuta dell'Inghilterra Elisabettiana era, "Batman upon Bartholomew", pubblicata nel 1582. Questo lavoro è basato su un'opera compilata da Bartolomeo Anglico nel XII secolo che fu tradotta in inglese da Giovanni da Treviso (fl. 1342 – 1402) nel 1398, corretta da Thomas Berthelet (? - 1555)  nel 1535 e riveduta ancora da Stephen Batman (? - 1584). Ai tempi di Shakespeare, rappresentava una visione del mondo già ampiamente accettata, soltanto moderatamente corretta.
Tuttavia, molte idee ispirate da Batman possono essere trovate in Shakespeare. L'idea che i raggi lunari possono causare pazzia è presente nell'opera teatrale, Misura per misura  (3.1.23-5), e nell'Otello ( 5.2.107-9), dalla quale deriva anche la parola, "lunatico". La discussione delle proprietà geometriche dell'anima in Re Lear (1.1.73) probabilmente riflette l'influenza di Batman. Un'enciclopedia che Shakespeare consultò con maggiore probabilità, rispetto a quella di Batman, era French Academy, scritta da Pierre de La Primaudaye  (1546–1619). Primaudaye era molto interessato alle analogie, molte delle quali penetrarono negli scritti di Shakespeare: il giardino diserbato, morte come un paese sconosciuto, il mondo come palcoscenico. Sia Batman che Primaudaye erano protestanti.
Francesco Bacone scrisse, nel 1620, un piano per un'enciclopedia nell'Instauratio magna dove stilò un elenco delle maggiori aree del sapere trattabili in un'enciclopedia. Il piano di Bacone influenzò Diderot e indirettamente le seguenti enciclopedie, che, generalmente seguono lo schema di Diderot.

### Illuminismo

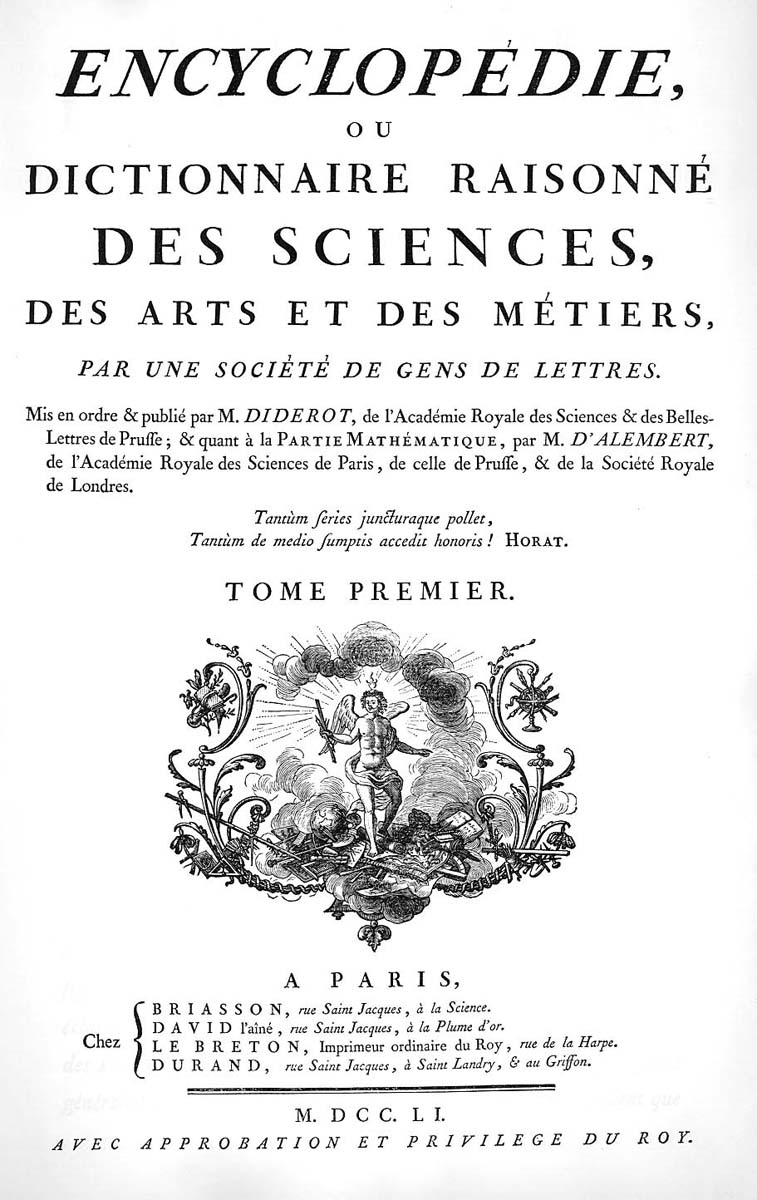
L'Enciclopedia (1751–1777), curata da Diderot e DAlembert, fu largamente ammirata e utilizzata come modello per opere seguenti.

Mentre le enciclopedie antiche e medievali enfatizzavano i classici, le arti liberali, istruivano la cittadinanza, il diritto, le enciclopedie moderne si appoggiavano ad una tradizione differente. L'avanzamento tecnologico portò con sé una quantità di termini di difficile comprensione per il lettore medio. Il Lexicon Technicum, del 1704, di John Harris si proclama, per esempio, come un "Dizionario Inglese Universale delle Arti e Scienze, atto ad esaminare non soltanto i Termini delle Arti, ma le Arti vere e proprie." Questa fu la prima enciclopedia alfabetica scritta in lingua Inglese. Il lavoro di Harris ispirò la Cyclopedia di Ephraim Chambers, del 1728. Il lavoro di Chambers, composto da due volumi, è considerato la prima enciclopedia moderna.

L'Encyclopédie, compilata tra il 1751 ed il 1777, era una versione molto più ampia dell'opera di Chambers. Questo lavoro, composto da 32 volumi, curato da Diderot e D'Alembert, era l'orgoglio dell'Illuminismo francese, e comprendeva in 11 volumi di illustrazioni. Vi erano 74 000 articoli scritti da più di 130 collaboratori. Presentava una visione secolare del mondo, causando le ire di numerosi esponenti della chiesa. Era intesa al fine di diffondere la conoscenza, assumendo un ruolo fondamentale nel fomentare il dissenso che condusse alla Rivoluzione francese. Diderot spiegò il progetto in questo modo:
Questo è un progetto che non può essere completato che da una società di uomini di lettere e abili artigiani, ognuno lavorando separatamente per la propria parte, ma tutti uniti dallo zelo nel fare i migliori interessi per la razza umana, oltre che un sentimento di mutue buone intenzioni.
Quest'opera, che nessun singolo individuo, neanche un genio come Plinio, assistito da schiavi e segretari, avrebbe potuto produrre, fu il segno iniziale delle enciclopedie dell'era moderna.
Il progetto di Diderot ebbe grande successo ispirando molti progetti simili, incluse la prima edizione dell'Encyclopedia Britannica, nel 1768, e la tedesca Brockhaus Enzyklopädie, del 1808.
Le enciclopedie dell'Illuminismo ispirarono autori nell'intraprendere o criticare il tipo di conoscenza "enciclopedica" in altri generi o formati: la Storia Universale composta da 65 volumi, redatta tra il 1747 e il 1768, ad esempio, surclassò il proprio predecessore in mezzi e in scopi, mentre, The General Magazine of Arts and Sciences (1755-1765) pubblicato dal lessicografo, Benjamin Martin, intendeva portare conoscenza enciclopedica in un formato mensile. Un leale abbonato, egli scrisse, avrebbe "consentito di raggiungere grande conoscenza, diventando un maestro delle Arti e delle Scienze nello spazio di dieci anni."  Nella Vita e Opinioni di Tristram Shandy, Gentiluomo di Laurence Sterne, il protagonista produce una satira della propria autobiografia come una "enciclopedia delle Arti e delle Scienze." Tali "esperimenti in enciclopedismo" dimostrano la diffusa influenza sia letteraria che culturale durante il XVIII secolo.

### XIX e XX Secolo
Un tempo relegate alle classi elitarie, durante il XIX e XX Secolo le enciclopedie videro un aumento di produzione e vendite rivolto alla classe media. Stili diversi di enciclopedismo emersero al fine di interessare specifiche fasce di età, presentando queste opere come strumenti per l'istruzione.
Uno dei primi a supportare l'utilità di un'enciclopedia tecnologicamente migliorata, al fine di indicizzare tutte le informazioni disponibili, fu H. G. Wells. Ispirato dalla possibilità di un microfilm, sostenne l'idea della stesura di un'enciclopedia globale, attraverso una serie di conferenze internazionali condotte negli anni '30 e il suo saggio World Brain.
Soltanto negli anni '80 e '90 del Novecento furono pubblicate le prime enciclopedie elettroniche, iniziando come conversione di materiale stampato, alle quali si aggiunsero presto elementi multimediali, supporto che avrebbe reso necessaria la creazione di nuovi metodi di raccolta e presentazione del contenuto. Le prime applicazioni di Ipertesto portarono enormi benefici per i lettori, ma senza l'esigenza di un nuovo modo di scrivere. Tuttavia, il lancio di Wikipedia negli anni duemila e il conseguente aumento in popolarità e influenza alterò radicalmente la concezione popolare dei modi in cui l'enciclopedia è prodotta, ossia in modo collaborativo, aperta e utilizzata da tutti.

### Cina
L’equivalente più prossimo di enciclopedia in Cina è costituito dal Leishu. Questa opera è composta da lunghe citazioni organizzate in categorie. L’Enciclopedia cinese più antica è la Huanglan, o "Specchio dell’Imperatore", scritta intorno al 220 a.C. sotto la dinastia Wei, ma nessuna copia è sopravvissuta.
Le Leishu più conosciute sono quelle di Li Fang, composta tra il 925 ed il 996,che scrisse tre opere durante la dinastia Song che furono più tardi fuse con una quarta opera, la Cefu Yuangui, per creare i "Quattro Grandi libri della dinastia Song".